# Nehemia (boek)
Nehemia (Hebreeuws: נְחֶמְיָה, Nəchæmjāh, "JHWH heeft getroost" of "JHWH troost") is een van de boeken in de Hebreeuwse Bijbel.  Oorspronkelijk vormde dit boek samen met het boek Ezra één boek. Hiëronymus van Stridon deelde het boek in tweeën. Dit gebruik heeft ook in de Hebreeuwse Bijbel ingang gevonden.
In de Tenach valt het boek onder de Geschriften (ketoevim) en besluit dit boek de geschiedenisboeken van de Hebreeuwse Bijbel.

## Auteur en ontstaan
Traditioneel werd aangenomen dat de auteur Nehemia zelf is geweest. Delen van het boek zijn in de eerste persoon geschreven (hoofdstuk 1-7; 12:27-47, en 13). Maar er zijn ook delen waar over Nehemia in de derde persoon gesproken wordt (hoofdstuk 8; 9; 10). De klassieke opvatting is dat Ezra deze geschreven heeft; hier is echter geen bewijs voor.
Uit de gebruikte terminologie en theologie kan worden afgeleid dat het boek is waarschijnlijk ontstaan in de vroeg-hellenistische periode, tweede helft van de 4e eeuw v.Chr.

## Inhoud

### Thema
Het onderwerp van dit boek wordt gevormd door de herbouw van de muren van Jeruzalem. De droevige staat van deze muren vormde de reden voor Nehemia's gebed in hoofdstuk 1, de reden voor zijn terugkeer, en de taak die Nehemia ter hand nam bij zijn aankomst.
Gedurende de Babylonische ballingschap werd het land, dat bij de wegvoering naar Babylon ontvolkt achterbleef, door naburige volken in gebruik genomen. De weinige achtergebleven Israëlieten vormden een minderheid in hun land. Deze immigranten komen onder leiding van Sanballat, Tobia (Ammoniet) en Gesem (Arabier) in verzet tegen de hernieuwde Hebreeuwse activiteit in het land. De strijd wordt echter niet met geweld, maar met juridische middelen uitgevochten.

### Indeling
De indeling van het boek is als volgt:
1. Nehemia's gebed (hoofdstuk 1)
2. Nehemia's verzoek aan Artaxerxes I en zijn reis naar Jeruzalem (hoofdstuk 2)
3. Overzicht van de bouwers aan de muur van Jeruzalem (hoofdstuk 3)
4. Tegenwerking van Sanballat (hoofdstuk 4)
5. Maatregelen voor de armen (hoofdstuk 5)
6. Nieuwe tegenwerking van Sanballat (hoofdstuk 6)
7. Bewakingsmaatregelen van de stad (hoofdstuk 7)
8. Voorlezing van de wet (hoofdstuk 8)
9. Vernieuwing van het verbond (hoofdstuk 9-10)
10. Verdeling van het land (hoofdstuk 11)
11. Telling van priesters en Levieten (hoofdstuk 12)
12. Hervorming onder Nehemia (hoofdstuk 12:44 - 13)